# Котељнич
Котељнич (рус. Котельнич) град је у Русији у Кировској области. Према попису становништва из 2010. у граду је живело 24979 становника.

## Становништво
| 1939.  | 1959.  | 1970.  | 1979.  | 1989.  | 2002.  | 2010.  |
| ------ | ------ | ------ | ------ | ------ | ------ | ------ |
| 18.457 | 27.688 | 29.196 | 32.759 | 36.841 | 28.245 | 24.979 |